# Johan de Waal
Johan Claasen de Waal (ur. 17 września 1949 w Pretorii) – namibijski polityk, od 1994 poseł do Zgromadzenia Narodowego, od 2005 przewodniczący Sojuszu Demokratycznego z Turnhalle. 

## Życiorys
W 1949 wraz z rodziną wyjechał do Afryki Południowo-Zachodniej. W 1971 ukończył studia na Uniwersytecie w Pretorii. W 1977 znalazł się wśród członków założycieli Sojuszu Demokratycznego z Turnhalle (DTA), był jego sekretarzem ds. informacji. W 1994 wybrano go po raz pierwszy w skład Zgromadzenia Narodowego Namibii. Swój mandat odnowił w latach 1999 i 2004. W parlamencie zajmował się głównie sprawami handlu oraz finansów. Do 2003 pozostawał liderem Partii Republikańskiej aż do jej zerwania z Sojuszem Demokratycznym. W tym samym roku wraz z innymi działaczami (m.in. Barbarą Rattay i Pieterem Boltmanem) stworzył związany z DTA Sojusz na Rzecz Demokratycznej Zmiany (ang. Alliance for Democratic Change). W marcu 2005 został po raz kolejny wybrany na stanowisko przewodniczącego ADT. 
Jest hodowcą bydła oraz właścicielem firmy handlującej kwiatami. Mieszka na stałe w Windhuku.